# 佐藤清美
佐藤 清美（さとう きよみ、1962年5月21日 - ）は、日本の男子バスケットボール選手、バスケットボール指導者。

## 人物
1962年5月21日、秋田県平鹿郡大森町出身。中学校時代からバスケットボールを始め、秋田県立能代工業高等学校に進学。高校ではポイントガードを務め、1979年、1980年の全国高等学校バスケットボール選手権大会連覇に貢献した。
1981年に日本大学に進学。日本大学時代には1983年～1984年の全日本大学バスケットボール選手権大会で連覇を果たす。大学卒業後の1985年に日本鉱業へ入社。同社バスケットボール部に入り、1993年までプレー。日鉱時代は1989年、1993年に天皇杯全日本総合バスケットボール選手権大会優勝を経験。また1990年～1992年にはバスケットボール男子日本代表に招集され、兵庫県神戸市で開催された1991年バスケットボール男子アジア選手権に出場している。
1993年に現役を引退して指導者へ転身。ジャパンエナジーグリフィンズや母校の日本大学、男子日本代表でアシスタントコーチ、常葉学園大学（男子バスケットボール部）でヘッドコーチを務めるなどして、2008年にジャパンエナジーサンフラワーズ（現：ENEOSサンフラワーズ）のアシスタントコーチに就任していた。
2012年 - 2013年シーズンから、JXサンフラワーズ（当時）HCを務めていた内海知秀がバスケットボール女子日本代表HCに専念することとなったため、内海の後任としてJXサンフラワーズHCに就任することとなった。
2016年オフ、トム・ホーバスHC就任により監督に。
2017年オフ、ホーバス前HCが女子日本代表HC就任のため、後任としてHC復帰。
2019年4月3日、佐藤が2018-2019シーズン終了を以てヘッドコーチを退任し、監督となることが発表された。2021年、再びヘッドコーチを務める。
2022年、ENEOSを退団、秋田銀行のヘッドコーチに就任した。

## 家族・親族
- 妻は俳優の柳葉敏郎の実妹。
- 息子の佐藤大貢は東海大相模高等学校の野球部主将を務めた。

## 選手歴
- 1978年 - 1981年：秋田県立能代工業高等学校
- 1981年 - 1985年：日本大学
- 1985年 - 1993年：日本鉱業⇒日鉱共石

## 代表歴
- 1991年アジア選手権